# Сельское поселение «Мангутское» (Забайкальский край)
Се́льское поселе́ние «Мангутское» — муниципальное образование в Кыринском районе Забайкальского края Российской Федерации.
Административный центр — село Мангут.

## История
Статус и границы сельского поселения установлены Законом Читинской области от 19 мая 2004 года «Об установлении границ, наименований вновь образованных муниципальных образований и наделении их статусом сельского, городского поселения в Читинской области».

## Население
| 2010  | 2011  | 2012  | 2013  | 2014  | 2015  | 2016  |
| ----- | ----- | ----- | ----- | ----- | ----- | ----- |
| 2169  | ↘2162 | ↘2161 | ↘2149 | ↘2137 | ↗2164 | ↘2162 |
| 2017  | 2018  | 2019  | 2020  | 2021  |       |       |
| ↘2134 | ↗2140 | ↘2114 | ↘2060 | ↘1888 |       |       |

## Состав сельского поселения
| № | Населённый пункт | Тип населённого пункта       | Население |
| - | ---------------- | ---------------------------- | --------- |
| 1 | Мангут           | село, административный центр | ↘1888     |